# The Rolling Stone Album Guide
The Rolling Stone Album Guide (ранее известный как The Rolling Stone Record Guide) — сборник профессиональных музыкальных рецензий, составленный сотрудниками журнала Rolling Stone. Первое издание было опубликовано в 1979 году, впоследствии дополнялось несколькими переизданиями. Последняя на сегодняшний день версия сборника была выпущена в 2004 году, впоследствии материал из неё использовался на сайтах Rate Your Music и Rocklist.net.

## Первое издание
Первое издание сборника называлось The Rolling Stone Record Guide. Редактором книги выступили Дэйв Марш (который являлся автором большинства рецензий) и Джон Свенсон, помимо них, в авторский коллектив входили ещё 34 музыкальных критика. Сборник был разделен на сегменты по музыкальным жанрам, исполнители перечислялись в алфавитном порядке. Альбомы также были структурированы по алфавиту, хотя карьера некоторых музыкантов была разделена на хронологические периоды.
По словам Дэйва Марша, задумывая этот сборник он вдохновлялся книгой Леонарда Мартина TV Movies, а также музыкальными обзорами Роберта Кристгау в газете Village Voice. В качестве исходных источников информации были указаны архивы Phonolog и Schwann’s Records & Tape Guide.
Первое издание было снабжено чёрно-белыми фотографии обложек альбомов, получивших наиболее высокий рейтинг. Все эти альбомы были перечислены в отдельном разделе Five-Star Records.
Помимо этого, издание включало обзоры музыкального творчества многих популярных эстрадных артистов: Ленни Брюс, Лорд Бакли, Билл Косби, The Firesign Theatre, Спайк Джонс и Ричард Прайор. Сборник также содержал рецензии на альбомы артистов, которых трудно причислить к какому-то определённому жанру, например, Osibisa, Има Сумак, Urubamba, не подходивших под описание этническая музыка, так как этот термин был введен лишь в 1979 году.
Известные джазовые коллективы были представлены выборочно, упор был сделан в сторону менее известных исполнителей. Также, джазовый раздел подробно освещал подвиды этого жанра.
Книга была примечательна фамильярным стилем некоторых рецензий. Так, автор обзора к песне Нила Янга «Down by the River» Джон Свенсон назвал её «классикой попсового радио» (стр. 425), а также «гимном размазни» (стр. 244). Его коллега, Дэйв Марш, описал содержание трёх альбомов джаз-фьюжн группы Chase одним словом: «Flee» (рус. «Держитесь от них подальше») (стр. 70).

## Рейтинговая система
Сборник содержит пятизвёздочную рейтинговую систему, со следующими аннотациями:
- - Шедевр: запись, которая должна быть в любой музыкальной коллекции.
- - Отличная: запись с небольшими недостатками.
- - Качественная: запись, которая может вызвать большой интерес у поклонников определённого жанра.
- - Средняя: запись, не представляющая собой ничего существенного, хотя и не провальная.
- - Плохая: запись, художественные ценности которой вызывают вопросы.
- - Провал: запись, которую вообще не стоило выпускать; является пустой тратой времени.

## Составители сборника
| - Дэйв Марш - Джон Свенсон - Билли Альтман - Боб Блюментал - Джорджия Кристгау - Джин-Чарльз Коста - Чет Флиппо - Рассел Герстен - Микаль Гилмор - Аллан И. Гудман - Питер Хербст | - Стивен Холден - Марта Хьюм - Гэри Кентон - Брюс Маламут - Грейл Маркус - Айра Майер - Джо Макиван - Дэвид Макги - Джон Милвард - Тери Моррис - Джон Мортленд | - Пол Нельсон - Алан Найстер - Роб Паттерсон - Кит Реклис - Уэйн Роббинс - Фрэнк Роуз - Майкл Розек - Фред Скраерс - Том Смаекер - Эриел Свортли - Кен Такер - Чарльз Уолтерз |

## Связанные издания

### The Rolling Stone Jazz Record Guide(1985)
The Rolling Stone Jazz Record Guide было опубликовано в 1985 году и включало списки артистов, отсутствующих в The Rolling Stone Album Guide, с дополнительными обзорами под редакцией Джона Свенсона. В него вошли материалы 16 музыкальных критиков и представлены списки альбомов в алфавитном порядке под именем каждого исполнителя. В этом джазовом издании используется та же система рейтингов, что и в первых двух изданиях.

### The Rolling Stone Jazz & Blues Album Guide(1999)
The Rolling Stone Jazz & Blues Album Guide было впервые опубликовано Random House в 1999 году под руководством Джона Свенсона в качестве редактора.
Рецензируя книгу для All About Jazz, С. Майкл Бейли расценил её как объединение руководства по джазу 1985 года и освещения блюза в других руководствах Rolling Stone. Он рекомендовал его новичкам, назвав «достойным дополнением к библиотеке любого серьезного коллекционера джаза/блюза», хотя, по его мнению, оно не было таким всеобъемлющим, как The Penguin Guide to Jazz или All Music Guide to Jazz.